# Blindado Tupi 4x4
O Tupi 4x4 é uma Viatura Blindada Multitarefa Leve de Rodas brasileira desenvolvida pela Avibrás, em parceria com a Renault Trucks Defense, usando como base o blindado Sherpa Light, considerado um dos melhores blindados de transporte da OTAN devido sua mobilidade. O blindado pode fazer o transporte de até 5 passageiros, possui pneus com compensação de enchimento e pode ser equipado com um sistema lançador de granadas de fumaça e uma metralhadora .50 em seu teto, que pode ser controlada manualmente ou remotamente. Seu assoalho é reforçado com chapas de aço com revestimento cerâmico contra-minas Stanag nível 3A, podendo receber uma capa de proteção extra que protege o cardã e o chassi contra explosões. Isso eleva o grau de segurança para o nível 2B.
Dentre as características do veículo, podem ser citadas: blindagem com proteção balística capaz de resistir disparos de munição 7,62 perfurante; sistema de suporte anti-minas; autonomia de 800 quilômetros, podendo ser usados como combustíveis o diesel, o querosene aeronáutico ou o biodiesel; velocidade máxima de 100 km/h; sistema de vedação contra agentes biológicos e radiação nuclear; sistema de ar condicionado.

## Desenvolvimento
O blindado Tupi foi desenvolvido com propósito de competir com outros blindados disponíveis no mercado para o fornecimento de 32 unidades para o Exército Brasileiro. O blindado foi desenvolvido em tempo recorde, em apenas 4 meses. 
O Corpo de Fuzileiros Navais, que participa das forças de paz da ONU, demonstrou interesse em adquirir este blindado. Se o governo anunciar a ida do Exército Brasileiro para a participação da força de paz da ONU no Líbano (UNIFIL), o blindado Tupi poderá ser considerado o carro orgânico para as tropas, havendo a chance de envio deste blindado ao Haiti (MINUSTAH). As dimensões do Tupi (5,5 metros de comprimento, 2,2 metros de largura e 2,1 metros de altura) permitem com que o blindado possa ser usado em áreas urbanas de difícil acesso, como favelas, onde viaturas militares de maiores dimensões não passariam – essa característica pode influenciar a escolha deste blindado para o uso no Haiti.
O blindado pode ser transformado em uma ambulância ou em uma pick-up, quando na versão de chassi maior.

## Transporte
Os cargueiros C-130 e KC-390 podem fazer o transporte de até duas unidades deste veículo.